# رنا (باداخس)
رنا (باداخس) (به اسپانیایی: Rena, Badajoz) یک شهرستان در اسپانیا است که در استان باداخس واقع شده‌است.